# 山本雅士
山本 雅士（やまもと まさし、1994年11月3日 - ）は、広島県広島市出身の元プロ野球選手（投手）。右投左打。

## 経歴

### プロ入り前
広島県立安芸南高校では野球部に所属していたが、肩と腰を痛めて長期離脱し、3年生時も背番号は「3」であった。故障復帰のために自宅で自主トレーニングをおこなったり、高校では陸上部コーチのアドバイスを受けたりしたという。
受験勉強をしていなかったことから独立リーグを進路に定め、四国アイランドリーグplusのトライアウトを受験し合格。徳島インディゴソックスへ入団することとなった。

### 四国IL・徳島時代
初年度の2013年は選手登録外の練習生であった。スコアラーや球場のカウントインジケーター操作をおこない、又吉克樹ら他の選手の配球などを見る一方、練習生は無給のためトレーニングの後にガストのキッチンでアルバイトをしていた。
2年目の2014年は開幕から選手登録される。チーム2試合目となる4月6日の対高知ファイティングドッグス戦で中継ぎとして初登板。5月14日の対高知ファイティングドッグス戦では完封勝利。7月には四国アイランドリーグplus選抜に選出され、フューチャーズ交流戦の第2戦に5番手（クローザー）として登板した。このシーズンは31試合に登板し、前期は先発、後期は抑えを中心に起用され、4勝5敗6セーブ、防御率2.54（リーグ5位）。愛媛マンダリンパイレーツと対戦したリーグチャンピオンシップや、群馬ダイヤモンドペガサスと対戦したグランドチャンピオンシップでは、合計4試合で終盤にマウンドに立ち、無失点。いずれのシリーズでも優勝決定時の「胴上げ投手」となっている。
2014年プロ野球ドラフト会議にて中日から8位指名を受け入団。背番号は51。チームには同姓の山本昌が在籍しており、本来であれば登録名を「山本雅」とする所だが、これでは漢字は違っても読みが同じであるため、フルネームの「山本雅士」での登録となった。

### 中日時代
2015年8月6日に一軍登録され、8月13日の対阪神戦（京セラドーム）の8回に公式戦初登板。2016年は一軍登録なく、10月28日に来季の契約を結ばず育成契約予定と発表される。2017年10月31日に自由契約公示され11月17日に育成選手として契約更改する。
2018年10月1日に来季の契約を結ばないことを通告され、10月31日に自由契約公示。11月13日の12球団合同トライアウトに参加、打者3人と対戦し3奪三振、最速148km/hだった。トライアウト後、読売ジャイアンツから入団テストのオファーがあり11月16日にジャイアンツ球場のシート打撃に登板したが、不合格となった。12月5日、ベースボール・チャレンジ・リーグの富山GRNサンダーバーズに入団することが発表された。

### BCL・富山時代
2019年の成績は26試合に登板して2勝4敗1セーブ、防御率5.54だった。シーズン終了後の10月22日に富山を退団（自由契約）と発表されたが、11月1日に再契約することが公表された。
2020年は先発を中心に起用され、15試合に登板して9勝1敗、防御率2.40といった成績を残す中で89奪三振を記録し、西地区の最多奪三振のタイトルを獲得した。12月7日にはNPB復帰を目指し参加回数上限となる2度目の12球団合同トライアウトに参加。打者3人と対戦し、先頭の田中耀飛に安打を許したものの、他2人を三振に取り、最速146km/hを記録した。

### BCL・神奈川時代
2020年12月21日、同じリーグの神奈川フューチャードリームスへの移籍が発表された。
2021年8月11日、対新潟アルビレックス・ベースボール・クラブ戦（中井町中央公園野球場）では、7イニング制試合の参考記録ながら、日本の独立リーグチーム同士の公式戦では初となる完全試合を達成した。この年は69奪三振の成績で、地区別表彰としては2年連続となる東地区の最多奪三振を獲得した。2022年シーズンより背番号を前年の「15」から「51」に変更。
2022年シーズン終了後の11月21日、神奈川からの退団（自由契約）が発表された。発表に付されたコメントの中では「また新しい地に行っても神奈川での経験と財産を忘れずにまだまだ自分を磨いていきたいと思います」と述べていたが、翌2023年2月28日に練習生としてチームに復帰したことが発表された。 背番号は徳島・富山で付けたことのある37番となる。シーズン開幕後の5月2日に、契約選手に移行する（出場登録は5月6日付）ことが発表された。シーズン終了後の10月6日に任意引退での退団が発表され、付されたコメントでは「来年からは自分もファンとして、皆様と一緒に神奈川フューチャードリームスを応援していきたいと思います」と述べた。

## 選手としての特徴
ワインドアップの投球フォームから最速151km/hのストレートとカットボール、フォーク等の変化球のコンビネーションで三振を奪える投球が特徴。投げっぷりの良さも評価されており、自身も「気持ちの強さを前面に出して投げる投球スタイル」とセールスポイントに挙げている。

## 詳細情報

### 年度別投手成績
| 年 度    | 球 団    | 登 板 | 先 発 | 完 投 | 完 封 | 無 四 球 | 勝 利 | 敗 戦 | セ 丨 ブ | ホ 丨 ル ド | 勝 率 | 打 者 | 投 球 回 | 被 安 打 | 被 本 塁 打 | 与 四 球 | 敬 遠 | 与 死 球 | 奪 三 振 | 暴 投 | ボ 丨 ク | 失 点 | 自 責 点 | 防 御 率 | W H I P |
| -------- | -------- | ----- | ----- | ----- | ----- | -------- | ----- | ----- | -------- | ----------- | ----- | ----- | -------- | -------- | ----------- | -------- | ----- | -------- | -------- | ----- | -------- | ----- | -------- | -------- | ------- |
| 2015     | 中日     | 3     | 0     | 0     | 0     | 0        | 0     | 0     | 0        | 0           | ----  | 22    | 4.1      | 7        | 1           | 2        | 0     | 0        | 2        | 0     | 0        | 5     | 5        | 10.38    | 2.08    |
| NPB：1年 | NPB：1年 | 3     | 0     | 0     | 0     | 0        | 0     | 0     | 0        | 0           | ----  | 22    | 4.1      | 7        | 1           | 2        | 0     | 0        | 2        | 0     | 0        | 5     | 5        | 10.38    | 2.08    |

### 記録
NPB投手記録
- 初登板：2015年8月13日、対阪神タイガース20回戦（京セラドーム大阪）、8回裏2死に3番手で救援登板、1/3回無失点
- 初奪三振：2015年8月14日、対読売ジャイアンツ18回戦（ナゴヤドーム）、9回表に片岡治大から空振り三振

### 独立リーグでの年度別投手成績
| 年 度    | 球 団    | 登 板 | 先 発 | 完 投 | 完 封 | 無 四 球 | 勝 利 | 敗 戦 | セ 丨 ブ | ホ 丨 ル ド | 勝 率 | 打 者 | 投 球 回 | 被 安 打 | 被 本 塁 打 | 与 四 球 | 敬 遠 | 与 死 球 | 奪 三 振 | 暴 投 | ボ 丨 ク | 失 点 | 自 責 点 | 防 御 率 | W H I P |
| -------- | -------- | ----- | ----- | ----- | ----- | -------- | ----- | ----- | -------- | ----------- | ----- | ----- | -------- | -------- | ----------- | -------- | ----- | -------- | -------- | ----- | -------- | ----- | -------- | -------- | ------- |
| 2014     | 徳島     | 31    | -     | 2     | 1     | 0        | 4     | 5     | 6        | 0           | .444  | 431   | 103.0    | 92       | 5           | 34       | -     | 5        | 89       | 3     | 0        | 36    | 29       | 2.53     | 1.22    |
| 2019     | 富山     | 26    | 1     | 0     | 0     | 0        | 2     | 4     | 1        | 0           | .333  | 125   | 26.0     | 29       | 1           | 18       | -     | 2        | 30       | 0     | 0        | 18    | 16       | 5.54     | 1.81    |
| 2020     | 富山     | 15    | 14    | 3     | 2     | 0        | 9     | 1     | 0        | 0           | .900  | 338   | 82.2     | 73       | 3           | 37       | -     | 5        | 92       | 5     | 0        | 28    | 22       | 2.40     | 1.33    |
| 2021     | 神奈川   | 16    | 12    | 1     | 1     | 1        | 4     | 3     | 0        | 0           | .571  | 275   | 65.0     | 63       | 1           | 22       | -     | 3        | 69       | 4     | 0        | 33    | 26       | 3.60     | 1.31    |
| 2022     | 神奈川   | 37    | 0     | 0     | 0     | 0        | 1     | 3     | 0        | 0           | .250  | 148   | 34.2     | 26       | 1           | 22       | -     | 1        | 58       | 2     | 1        | 14    | 14       | 3.63     | 1.38    |
| 2023     | 神奈川   | 18    | 3     | 0     | 0     | 0        | 1     | 0     | 0        | 0           | 1.000 | 116   | 25.1     | 20       | 2           | 22       | -     | 2        | 21       | 1     | 0        | 13    | 9        | 3.20     | 1.66    |
| IL：1年  | IL：1年  | 31    | -     | 2     | 1     | 0        | 4     | 5     | 6        | 0           | .444  | 431   | 103.0    | 92       | 5           | 34       | -     | 5        | 89       | 3     | 0        | 36    | 29       | 2.53     | 1.22    |
| BCL：5年 | BCL：5年 | 112   | 30    | 4     | 3     | 1        | 17    | 11    | 1        | 0           | .607  | 1002  | 233.1    | 211      | 8           | 121      | -     | 13       | 270      | 12    | 1        | 106   | 87       | 3.36     | 1.42    |

- 2023年度シーズン終了時

### 背番号
- 37（2014年、2019年、2023年）
- 51（2015年 - 2016年、2022年）
- 204（2017年 - 2018年）
- 1（2020年）
- 15（2021年）